# Ram C/V
Ram C/V – samochód dostawczy klasy wyższej produkowany pod amerykańską marką Ram w latach 2011–2015.

## Historia i opis modelu

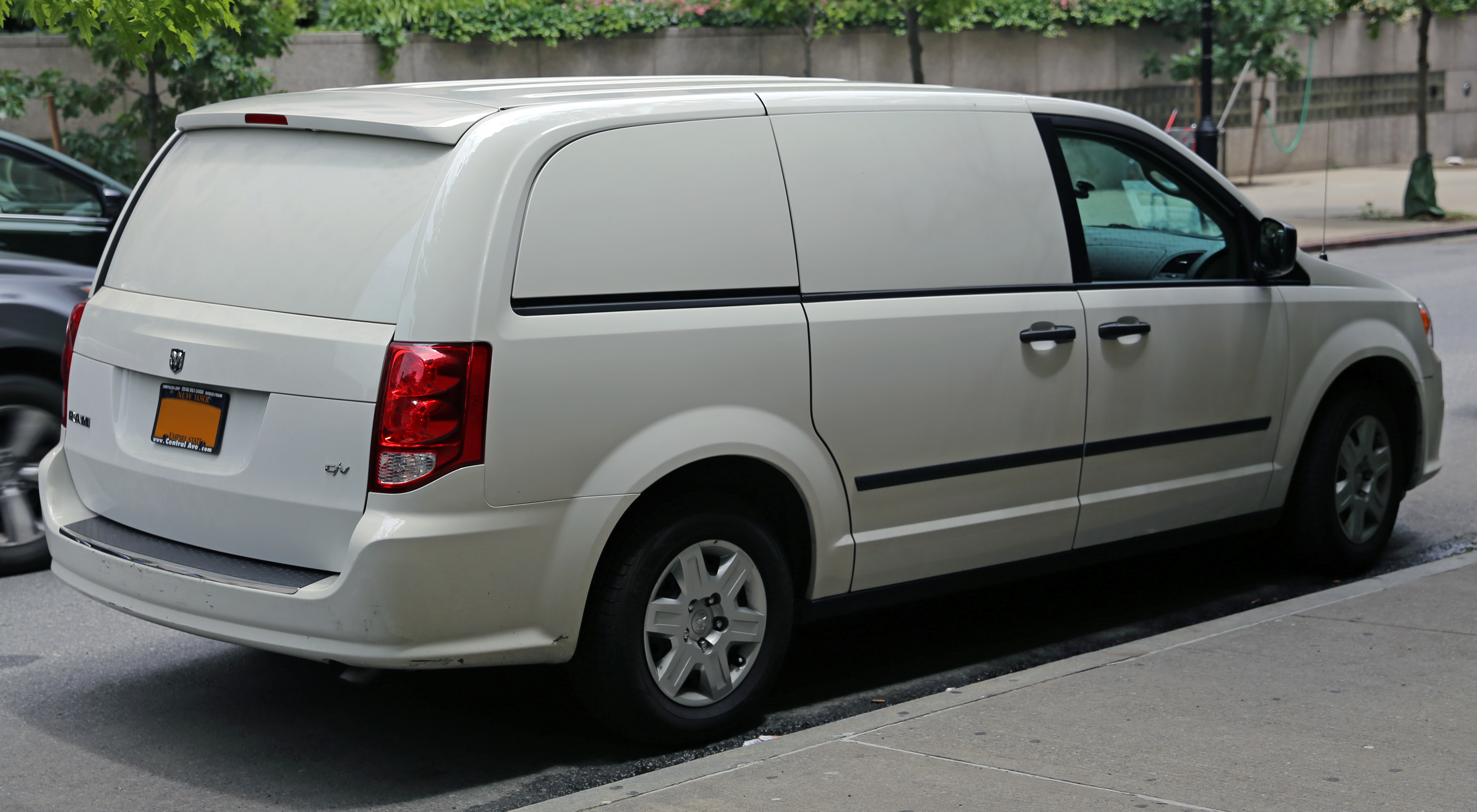
Ram C/V - tył

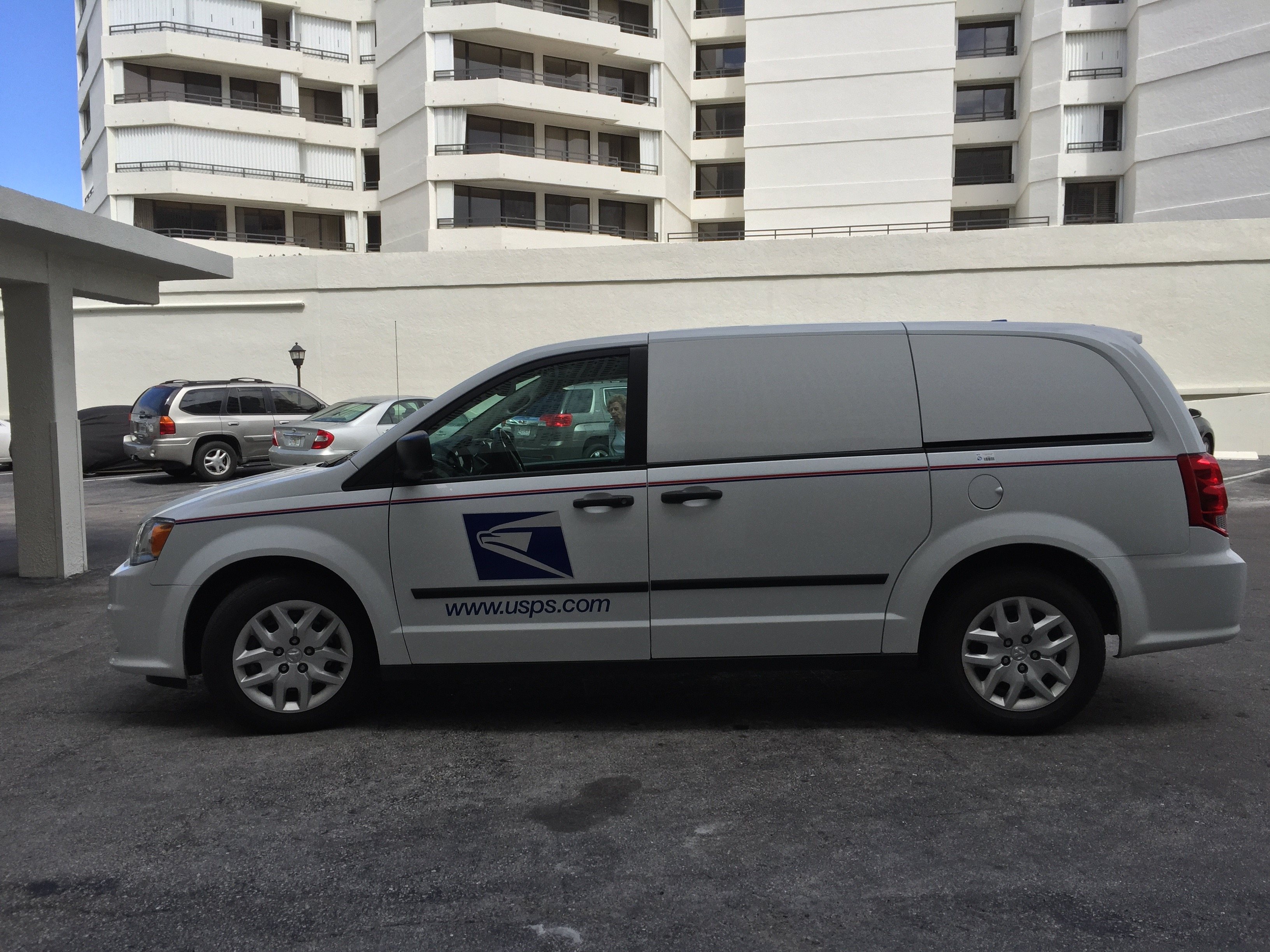
Ram C/V - sylwetka

W marcu 2011 roku Ram podjęło decyzję o poszerzeniu swojej oferty modelowej, dotychczas składającej się z pickupów, o pierwszy samochód dostawczy. Został nim średniej wielkości samochód dostawczy zbudowany na bazie Dodge'a Caravana, który wyróżniał się m.in. nieznacznie dłuższym i wyższym nadwoziem, a także przestrzenią pasażerską całkowicie podporządkowaną walorom transportowym. Z tego względu, zniknęły tylne boczne szyby.
Produkcja Rama C/V została zakończona w 2015 roku na rzecz nowego, mniejszego modelu ProMaster City.

### Wersje wyposażeniowe
- Base
- Tradesman

### Silnik
- V6 3.6l Pentastar